# بني سلامة (الجيزة)
قرية بني سلامة هي إحدى القرى التابعة لمركز منشأة القناطر في محافظة الجيزة في جمهورية مصر العربية. حسب إحصاءات سنة 2006، بلغ إجمالي السكان في بنى سلامه 14212 نسمة، منهم 7234 رجل و6978 امرأة.

## تاريخ
تعد قرية بني سلامة من القرى الحديثة حيث كانت من توابع قرية أتريس، ثم فصلت عنها في سنة 1228هـ/1813م.